# 아르투르 시르크
아르투르 시르크(에스토니아어: Artur Sirk, 1900년 9월 25일 러시아 제국 예스틀랸디야 현(현재의 에스토니아 래네비루 주) ~ 1937년 8월 2일 룩셈부르크 에히터나흐)는 에스토니아의 정치인, 군인, 변호사이다.
1923년부터 1926년까지 타르투 대학교 법학과에 재학했다. 1929년에는 에스토니아의 민족주의 정당인 밥스 운동(Vaps)에 입당했다. 1937년 룩셈부르크 에히터나흐에서 위치한 호텔에서 투신 자살했다.